# Папское отречение
Папская отставка (лат. Renuntiatio) — добровольное сложение Папой римским своего сана. Хотя в СМИ и даже в научной литературе широко распространено употребление термина «отречение» в данном случае, он не употребляется в каноническом праве и официальной документации.
Папа римский избирается пожизненно, и случаи его добровольной отставки крайне редки. Не считая легендарных случаев, относящихся к первым векам папства, лишь шесть пап ушли в отставку. Кроме того, ряд пап в Средневековье были смещены насильственно, однако в каноническом списке пап утрата ими сана признаётся только в случае добровольного признания ими своего свержения, в противном случае новый понтифик считается антипапой.
11 февраля 2013 года Папа Бенедикт XVI объявил о своей отставке, которая вступила в силу 28 февраля 2013 года, в 20:00 по римскому времени. Таким образом, он стал первым папой с 1415 года, добровольно сложившим сан.

## Процедура
Каноническое право Римско-католической Церкви упоминает папскую отставку в каноне 332, где говорится:

Если случится так, что Римский Понтифик отречётся от своей должности, то для действительности отречения требуется лишь одно: чтобы оно было совершено добровольно и провозглашено надлежащим образом. Нет необходимости в том, чтобы кто-либо принимал это отречение.— Кодекс канонического права (Часть 1)
Таким образом, в каноническом праве нет указаний на какую-либо определённую процедуру папской отставки и лиц, которые должны при этом присутствовать. Однако некоторые комментаторы (в частности, правовед XVIII века Люциус Феррариc) полагали, что Коллегия кардиналов или, по крайней мере, её декан должны быть проинформированы, поскольку кардиналы должны быть абсолютно уверены, что Папа сложил сан, прежде чем они смогут приступить к законному избранию его преемника.

## Список папских отставок
| Период раннего христианства                                                                       |         |                           |                                  | | |
| Понтификат                                                                                        | Портрет | Папское имя               | Личное имя                       | Причина отставки | Примечания |
| 21 июля 230 года — 28 сентября 235 года (5 лет+)                                                  |         | Святой Понтиан            | Понтиан                          | Сослан римскими властями.                                                                                                 | Отставка упомянута только в каталоге Папы Либерия, который содержит информацию о добровольном сложении Понтианом полномочий перед высылкой. |
| 30 июня 296 года — 1 апреля 304 года (7 лет+)                                                     |         | Святой Марцеллин          | Марцеллин                        | По ряду источников был дискредитирован подношением языческим богам во время великого гонения при императоре Диоклетиане.  | Отставка упомянута только в каталоге Папы Либерия. |
| 17 мая 352 года — 24 сентября 366 года (14 лет+)                                                  |         | Либерий                   | Либерий                          | Изгнан императором Констанцием II, позднее вернулся в Рим и сохранял сан до своей смерти.                                 | По мнению Liber Pontificalis Либерий добровольно сложил полномочия в пользу антипапы Феликса II, которого этот список признаёт легитимным папой, и вернулся к понтификату после отставки Феликса II.                                                                      |
| январь 1004 — июль 1009 (5 лет+)                                                                  |         | Иоанн XVIII               | Иоанн Фазаний                    | Неизвестна. | Отставка упомянута только в одном каталоге Пап. |
| Предканонический период                                                                           |         |                           |                                  | | |
| 22 мая 964 года — 23 июня 964 года (1 месяц)                                                      |         | Бенедикт V                | Бенедикт Грамматик               | Свергнут императором Оттоном.                                                                                             | Свергнут в пользу антипапы Льва VIII, который признаётся в дальнейшем действительным Папой, поэтому отставка Бенедикта V считается добровольной. Сохранён в сане диакона. Прожил всю свою жизнь в Гамбурге под опекой Адальдага, архиепископа Гамбургского и Бременского. |
| октябрь 1032 года — сентябрь 1044 года; апрель — мая 1045 года; ноябрь 1047 года — июль 1048 года |         | Бенедикт IX               | Теофилакт III, граф Тускулумский | Впервые был свергнут римлянами, во второй раз продал понтификат и наконец добровольно сложил сан после третьего избрания. | Один из самых юных на момент избрания понтификов. Единственный человек, занимавший папский трон более одного раза, и единственный папа, продавший свой сан. |
| апрель/мая 1045 года — 20 декабря 1046 (1,5 года+)                                                |         | Григорий VI               | Иоанн Грациан                    | Обвинён в симонии за подкуп своего предшественника Бенедикта IX, который ушёл в отставку                                  | Низложен на Соборе в Сутри, по ряду данных добровольно сложил сан. |
| Канонический период                                                                               |         |                           |                                  | | |
| 5 июля — 13 декабря 1294 года ( 161 день)                                                         |         | Святой Целестин V, O.S.B. | Пьетро да Морроне                | Добровольное признание недостаточной компетентности для служения.                                                         | При отсутствии административного опыта Целестин оказался во власти светских политиков. Не в силах бороться с ними, он подал в отставку. Именно акт об отречении Целестина заложил каноны папской отставки.                                                                |
| 30 ноября 1406 года — 4 июля 1415 года (8 лет 216 дней)                                           |         | Григорий XII              | Анджело Коррер                   | Для завершения великого западного раскола.                                                                                | Ушёл в отставку во время Констанцского собора с целью преодоления раскола в церкви и избрания нового понтифика, признанного всеми участниками собора. Вместе с ним вынужден был сложить сан и антипапа Иоанн XXIII (антипапа), созвавший собор.                           |
| Современный период                                                                                |         |                           |                                  | | |
| 19 апреля 2005 года — 28 февраля 2013 года (7 лет 315 дней)                                       |         | Бенедикт XVI              | Йозеф Алоиз Ратцингер            | В связи с ухудшением здоровья и преклонным возрастом.                                                                     | Перед отставкой изменил устав для ускорения принятия решения относительно преемника. После отставки получил титул Почётного Папы Римского (Pope Emeritus). |

## Папские отставки, не вступившие в силу
Прежде чем отправиться в Париж, чтобы короновать Наполеона в 1804 году, папа Пий VII (1800—1823) подписал документ, по которому слагал полномочия в случае ареста во Франции, однако сумел вернуться в Рим. Хотя в 1808 году Пий VII всё же был депортирован во Францию и посажен под домашний арест, однако не пожелал уходить в отставку и позднее был освобождён, сохраняя престол до самой кончины.
По некоторым данным, во время Второй мировой войны Пием XII был составлен документ с указанием, что в случае его ареста нацистами Пий XII признавался утратившим полномочия и Коллегия кардиналов должна была эвакуироваться в нейтральную Португалию, чтобы избрать его преемника.
В феврале 1989 года Иоанн Павел II написал заявление по поводу возможной отставки декану Коллегии кардиналов, в котором он заявил, что уйдёт в отставку с папского престола в одном из двух случаев: если у него будет неизлечимая болезнь, которая помешает ему осуществлять апостольское служение, или в случае «тяжёлого и продолжительного ухудшения», которое помешало бы ему быть Папой. Тем не менее, Иоанн Павел II осуществлял папские обязанности до самой смерти.

## Потеря трудоспособности
Каноническое право не предусматривает объявления Папы недееспособным по состоянию здоровья, как временно, так и до конца понтификата. Напротив, в нём указано, что «если Римский Престол остаётся вакантным или же занять его мешают непреодолимые препятствия, то в управлении всей Церковью не должно вводить никаких новшеств, но следует соблюдать особые законы, изданные для этих обстоятельств».
Епархиальный архиерей должен подать в отставку от управления своей епархией по завершении своего семидесятипятилетия, а кардиналы не имеют права участвовать в Конклаве после достижения восьмидесяти лет. Однако не существует никаких требований для отставки Папы по достижении какого-либо возраста. После принятия правил, касающихся епархиальных епископов и кардиналов, четверо пап, Павел VI, Иоанн Павел II, Бенедикт XVI и Франциск, достигали восьмидесятилетнего возраста во время своих понтификатов.
По ряду данных, Иоанн Павел II рассматривал возможность ухода в отставку в 2000 году, когда ему исполнилось восемьдесят лет, однако продолжил понтификат, несмотря на серьёзное ухудшение здоровья, и курия всегда опровергала любые слухи о возможной отставке Иоанна Павла II по состоянию здоровья. Тем не менее, его преемник Бенедикт XVI, достигнув возраста, до которого не дожил Иоанн Павел II, сложил полномочия по состоянию здоровья.